# Gawase, Khanapur
Gawase là một làng thuộc tehsil Khanapur, huyện Belgaum, bang Karnataka, Ấn Độ.